# François Jérôme Le Déan
François Jérôme Le Déan, né le 10 février 1744 à Douarnenez et mort le 26 février 1823 à Quimper (Finistère), est un homme politique français.

## Biographie
François Jérôme Le Déan est le fils de Louis Jean-Marie Le Déan du Glascoët qui fut receveur des fermes à Douarnenez, et de Marie-Renée Gondrel de La Gourberie.
Négociant, il est subrécargue[Quoi ?] de la Compagnie des Indes, et s'établit à Quimper en 1780. Membre du conseil de ville, il fait partie d'une délégation envoyée à Versailles en 1788. Commissaire des états de Bretagne en 1788, il est élu député du tiers-état pour la sénéchaussée de Quimper en 1789et siège à gauche. Le 26 avril 1790, il fait partie des nouveaux membres du comité des recherches, avec : Poulain de Corbion, l'abbé Joubert, de Pardieu, Voidel, Cochon de l'Apparent, Payen-Boisneuf, Verchère de Reffye, Rousselet, de Macaye, De Sillery, Babey.
Il est maire de Quimper de 1791 à 1793. Obligé de se cacher sous la Terreur, il est membre du directoire du département après le 9 Thermidor et conseiller de préfecture en 1800. Il est créé baron d'Empire en 1810 et est député du Finistère en 1815, pendant les Cent-Jours.
Il acheta l'ancienne église paroissiale de Bodivit (ancienne paroisse rattachée à Plomelin), ainsi que l'ancien presbytère, qu'il transforma en manoir. Il est enterré dans le cimetière de Bodivit.

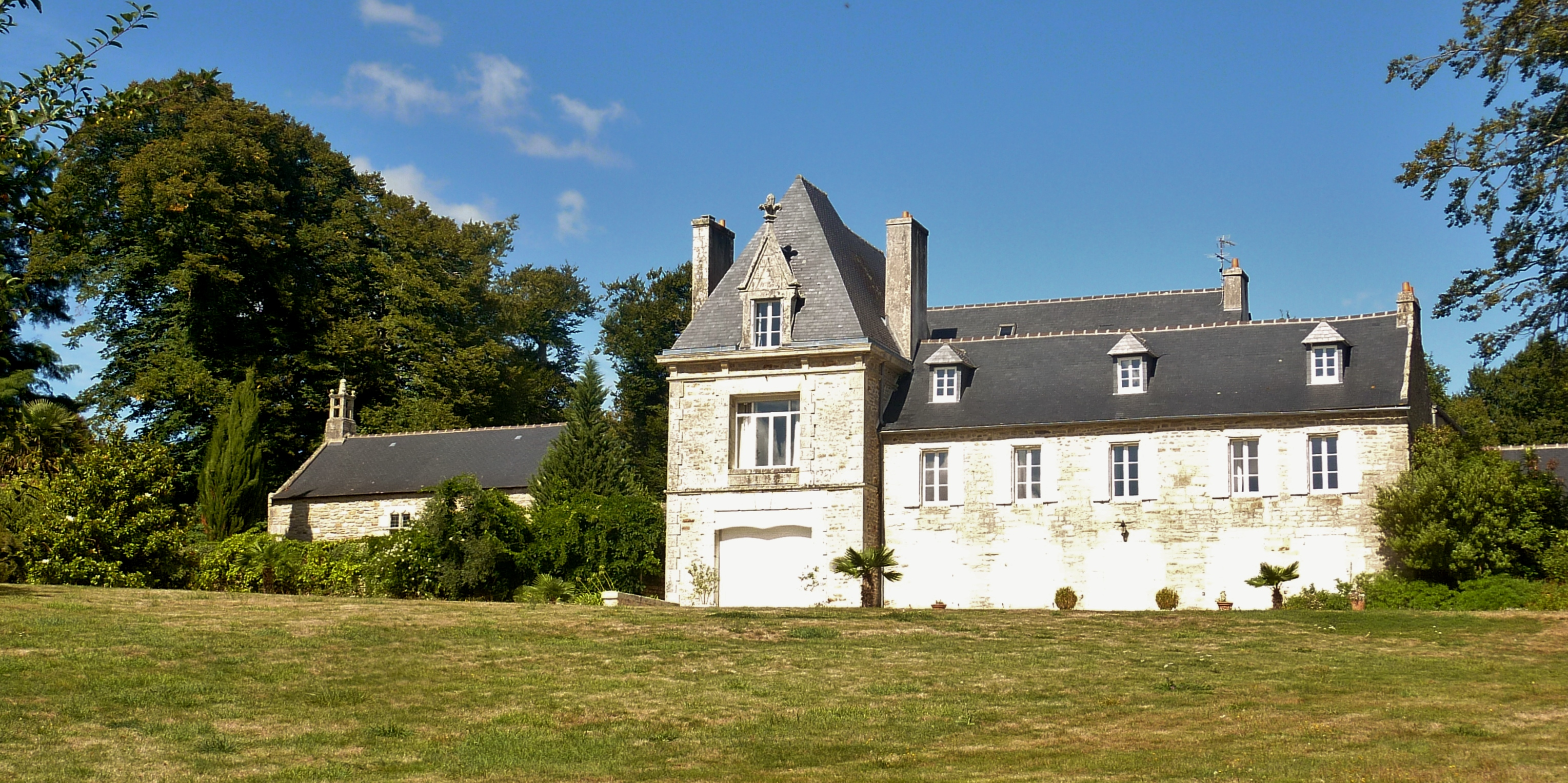
Le manoir et l'ancienne église paroissiale de Bodivit
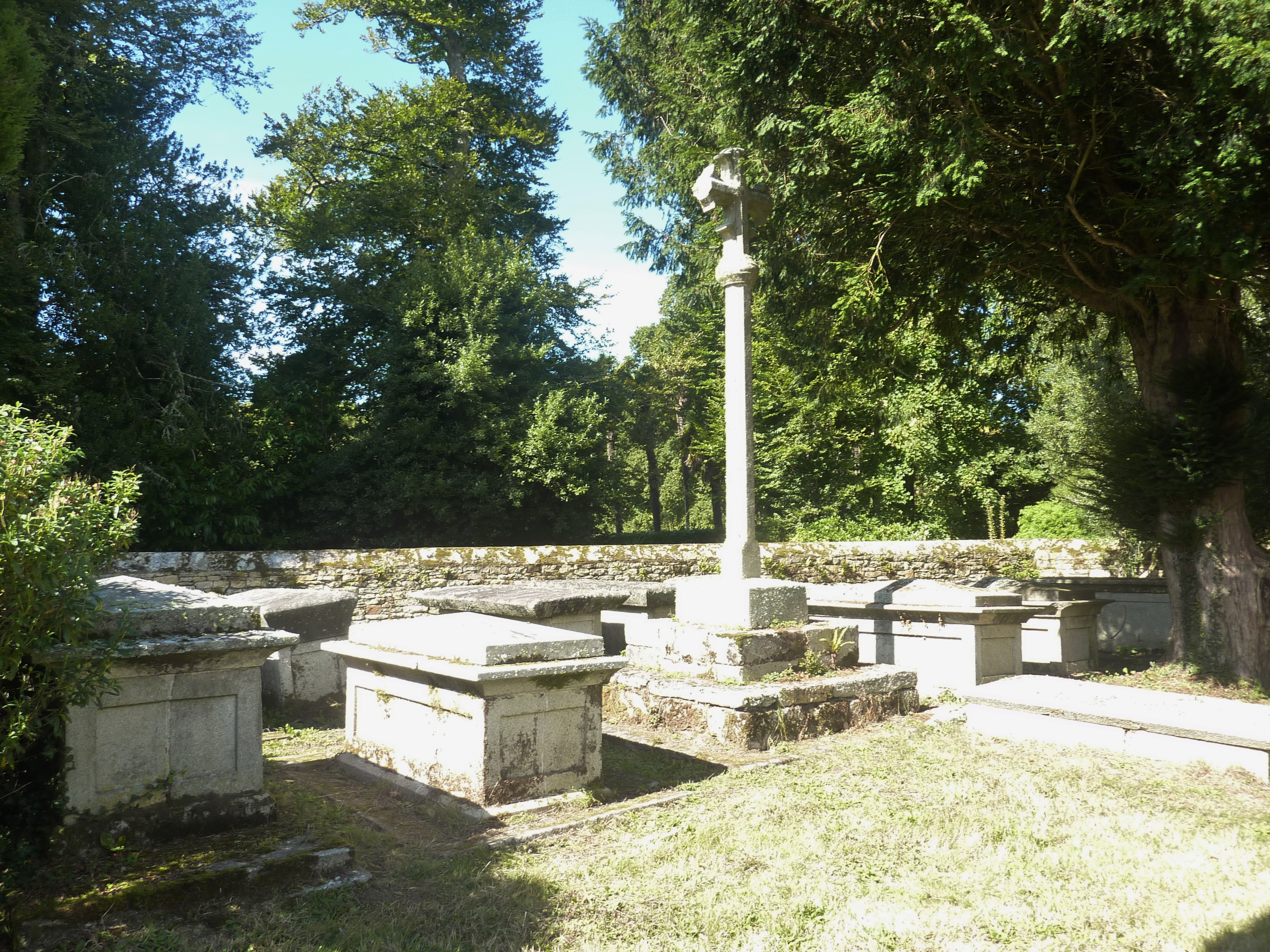
L'ancien cimetière de Bodivit
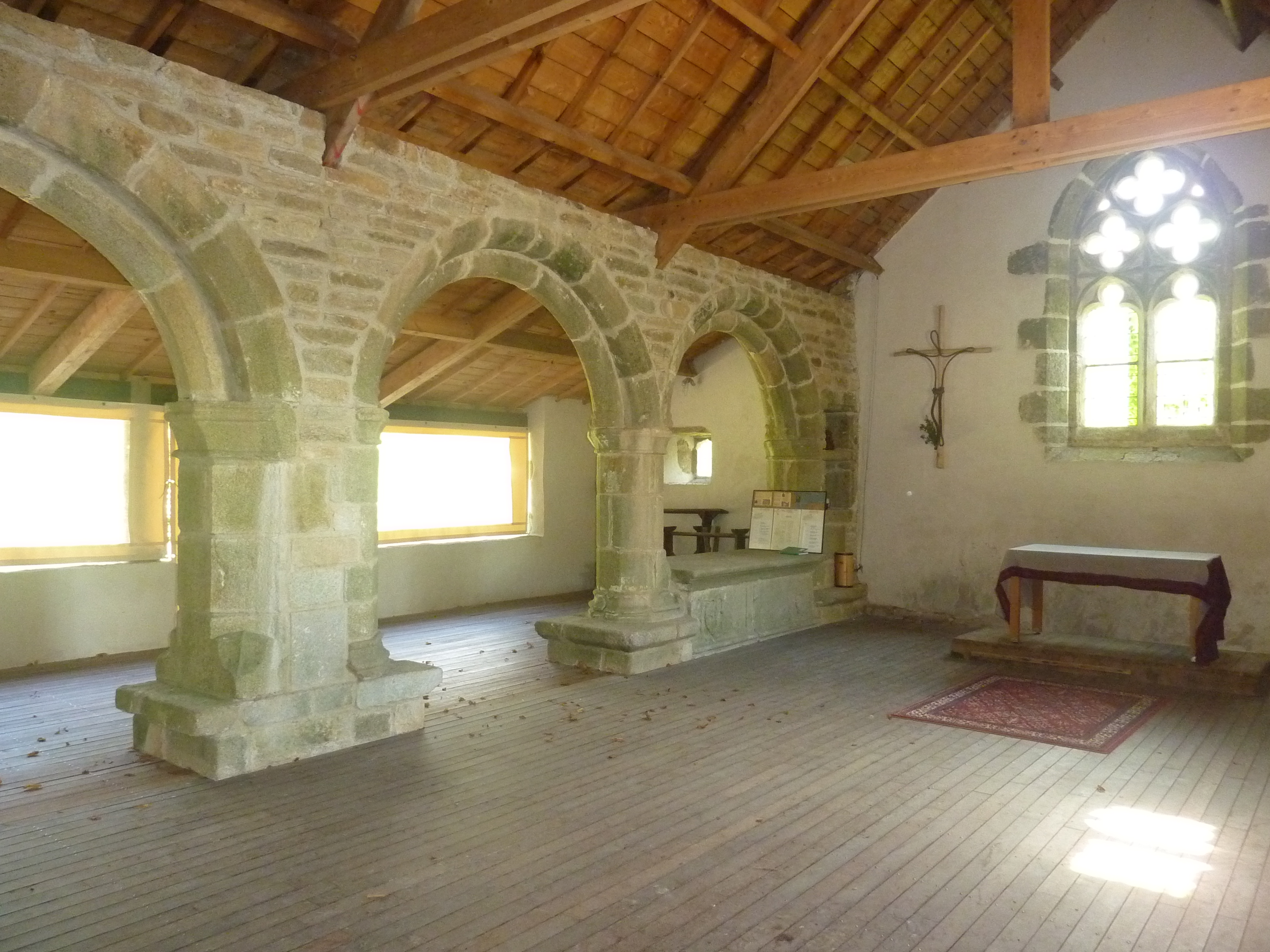
L'ancienne église paroissiale de Bodivit

Son frère Jean-François Le Déan fut maire de Plomelin entre 1800 et 1802. Son neveu, Aimé Le Déan (1776-1841), fils de son frère aîné Jean François Le Déan (1737-1818), fut député du Morbihan.